# The Stepmother (film, 1910)
Pour plus de détails, voir Fiche technique et Distribution.
The Stepmother est un film muet américain, produit par la Kalem Company, réalisé par Sidney Olcott, sorti en 1910.

## Fiche technique
- Titre original : The Stepmother
- Réalisateur : Sidney Olcott
- Photographie : George Hollister
- Société de production : Kalem Company
- Pays d'origine :  États-Unis
- Lieu de tournage : Jacksonville (Floride)
- Métrage : 300 mètres  (1 bobine)
- Format : Noir et blanc — 35 mm — 1,33:1 — Muet
- Genre : Film dramatique
- Durée : 10 minutes
- Dates de sortie :
  -  États-Unis : 2 février 1910 (New York)

## Distribution
- Gene Gauntier

## À noter
- Le film est tourné à Jacksonville en Floride où la Kalem Company a installé un studio.